# The Singles Collection (album The Specials)
The Singles Collection – kompilacja utworów wydanych na singlach z lat 1979 - 84 brytyjskiego zespołu ska The Specials. Album ukazał się w 1991 roku. Są dwie wersje - sygnowana przez 2 Tone Records (ukazała się pod tytułem The Specials Singles 1 maja 1991 roku), oraz przez wytwórnię Chrysalis. Różnią się zestawem utworów i okładkami.

## Spis utworów

### Wersja 2 Tone Rec.
1. "Gangsters"	2:48 (Dammers/Specials)
2. "Rudi: A Message To You" 2:53 (Thompson)
3. "Nite Club"	3:12 (Dammers/Specials)
4. "Too Much Too Young (live)"	2:06 (Dammers/Chalmers)
5. "Guns Of Navarone (live)"	2:20 (Thompkin/Webster)
6. "Rat Race"	3:09 (Roddy Radiation)
7. "Stereotype"	3:50 (Dammers)
8. "International Jet Set" 4:12 (Dammers)
9. "Do Nothing"	3:52 - (Golding)
10. "Ghost Town (12" Vers.)" 5:59 (Dammers)
11. "Why?" 3:54 (Golding)
12. "Friday Night, Saturday Morning" 3:34 (Hall)
13. "War Crimes	4:00 (Dammers)
14. "Racist Friend 3:48 (Cuthell/Dammers/Bradbury)
15. "Free Nelson Mandela (Ext. Vers.)"	4:34 (Dammers/R. Dakar)
16. "(What I Like Most About You Is Your) Girlfriend" 4:03 (Dammers)

### Wersja Chrysalis
1. "Gangsters"	2:48 (Dammers/Specials)
2. "Rudi: A Message To You" 2:53 (Thompson)
3. "Nite Club"	3:12 (Dammers/Specials)
4. "Too Much Too Young (live)"	2:06 (Dammers/Chalmers)
5. "Guns Of Navarone (live)"	2:20 (Thompkin/Webster)
6. "Rat Race	3:09 (Roddy Radiation)
7. "Rude Boys Outta Jail" 2:40 (Golding/Staples/Gentleman)
8. "Maggie's Farm" 3:31B. (Bob Dylan)
9. "Do Nothing"	3:52 - (Golding)
10. "Stereotype"	3:50 (Dammers)
11. "Ghost Town (12" Vers.)" 5:59 (Dammers)
12. "Why?" 3:54 (Golding)
13. "Friday Night, Saturday Morning" 3:34 (Hall)
14. "Racist Friend	3:48 (Cuthell/Dammers/Bradbury)
15. "Free Nelson Mandela (Ext. Vers.)"	4:34 (Dammers/R. Dakar)

## Muzycy

### wersja 2 Tone
- Terry Hall - wokal (od 1 do 12)
- Neville Staple - wokal (od 1 do 12)
- Lynval Golding - gitara rytmiczna, wokal (od 1 do 12)
- Roddy Radiation - gitara prowadząca, wokal (od 1 do 12)
- Jerry Dammers - klawisze (od 1 do 16)
- Sir Horace Gentleman - bas (od 1 do 12)
- John Bradbury - perkusja (od 1 do 16)
- Stan Campbell - wokal (od 13 do 16)
- Rhoda Dakar - wokal (od 13 do 16)
- Caron Wheeler - drugi wokal (od 13 do 16)
- Gary McManus - bas (od 13 do 16)
- Dick Cuthell - trąbka (2, 3, 5, 7, 8, 10, 11, 14, 16)
- Nigel Reeve - saksofon (od 13 do 16)
- Rico Rodriguez (2, 3, 5, 8,11)
- Andy Aderinto - saksofon (16)

### wersja Chrysalis
- Terry Hall - wokal (od 1 do 13)
- Neville Staple - wokal (od 1 do 13)
- Lynval Golding - gitara rytmiczna, wokal (od 1 do 13)
- Roddy Radiation - gitara prowadząca, wokal (od 1 do 13)
- Jerry Dammers - klawisze (od 1 do 13)
- Sir Horace Gentleman - bas (od 1 do 13)
- John Bradbury - perkusja (od 1 do 15)
- Stan Campbell - wokal (14, 15)
- Rhoda Dakar - wokal (14, 15)
- Caron Wheeler - drugi wokal (14, 15)
- Gary McManus - bas (14, 15)
- Dick Cuthell - trąbka (2, 3, 5, 7, 8, 10, 11, 14, 15)
- Nigel Reeve - saksofon (14, 15)
- Rico Rodriguez (2, 3, 5, 8, 11)